# Datamini
Datamini ist die einzige Tribus innerhalb der Unterfamilie der Dataminae aus der Ordnung der Gespenstschrecken (Phasmatodea). Die Vertreter dieser Unterfamilie werden durchschnittlich nicht so groß wie die der beiden anderen zur Familie Heteropterygidae gehörenden Unterfamilien.

## Merkmale

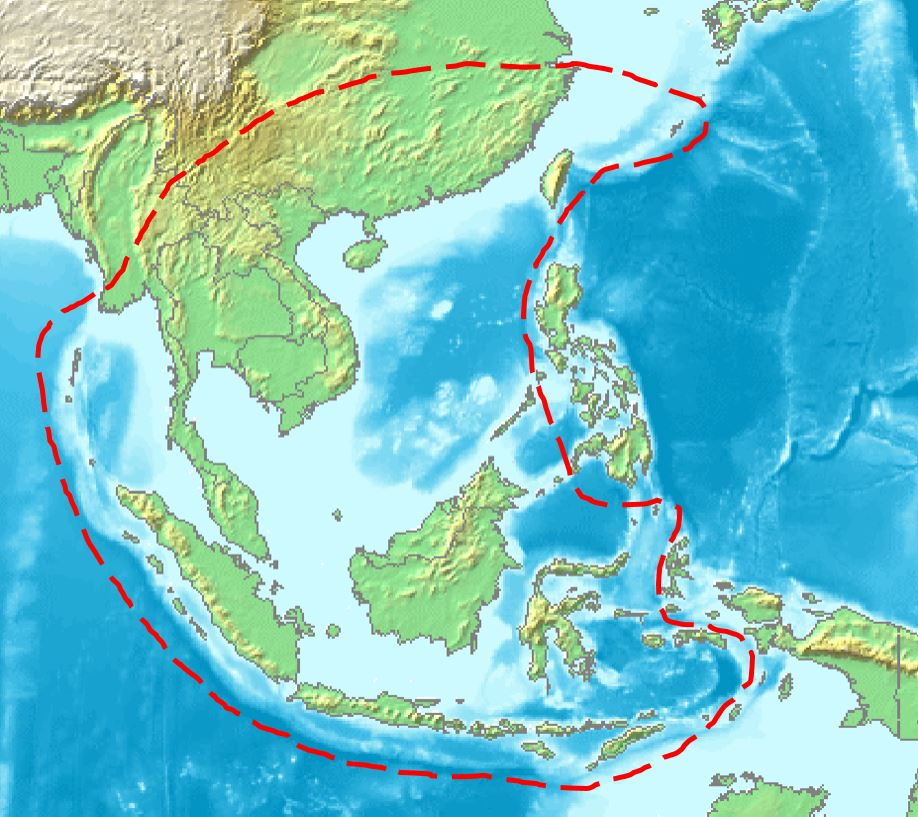
Verbreitungsgebiet der Datamini nach Bank et al. (2021)

Die Arten der Datamini bleiben für Gespenstschrecken verhältnismäßig klein. Bei den Weibchen variiert die Körperlänge je nach Art zwischen knapp 2,5 und 6 cm. Die Männchen bleiben mit weniger als 2 bis maximal 5 cm Körperlänge noch etwas kleiner. Das als autapomorphes Merkmal der Heteropterygidae geltende Vorhandensein sensorischer Bereiche ist bei den Dataminae vollständig ausgebildet. Bei ihnen befindet sich ein Paar dieser sensorischen Felder am Prosternum und ein drittes mittig dahinter auf dem sogenannten (Pro-)Furcasternit. Sämtliche Arten sind in beiden Geschlechtern ungeflügelt. Den Weibchen fehlt der in den anderen Unterfamilien typisch ausbildete spitze Legestachel am Hinterleibsende, welcher den eigentlichen Ovipositor umgibt. Ihr Abdomen endet stumpf. Bei adulten Weibchen ist der Hinterleib durch die  Eiproduktion zur Mitte verbreitert und deutlich erhöht. Männchen haben einen im Querschnitt rundlichen mittleren Abdomenbereich, welcher hier am dünnsten ist. Bei vielen Arten sind insbesondere bei den Männchen spitze Stacheln zu finden. Alternativ kann der Körper von warzenartigen Tuberkeln bedeckt sein. Letzteres findet sich häufiger bei Weibchen. Die meisten Arten sind einfarbig beige, braun oder auch schwarzbraun gefärbt oder in diesen Farben gemustert.

## Verbreitung und Lebensweise
Das Verbreitungsgebiet der Dataminae umfasst große Teile Südostasiens. Es reicht im Norden über das östliche Myanmar, schließt Thailand, Laos, Kambodscha, Vietnam und in Südchina die Provinzen Yúnnán, Guizhou, Hunan, Jiangxi und Zhejiang teilweise, sowie Hainan, Guangdong, Fujian und die Sonderverwaltungszonen Hongkong und Macau, sowie die autonome Region Guangxi vollständig ein. Östlich schließt es die Okinawa-Inseln und Taiwan ein, um dann etwas der Huxley-Linie zu folgen, so das Palawan enthalten ist, nicht aber die Calamian-Inseln. Auch auf den Molukkeninseln Buru und Seram und sämtlichen Kleinen und Großen Sundainseln sind die Dataminae vertreten. Im Westen sind sie auf der gesamten Malaiischen Halbinsel und den Andamanen anzutreffen.

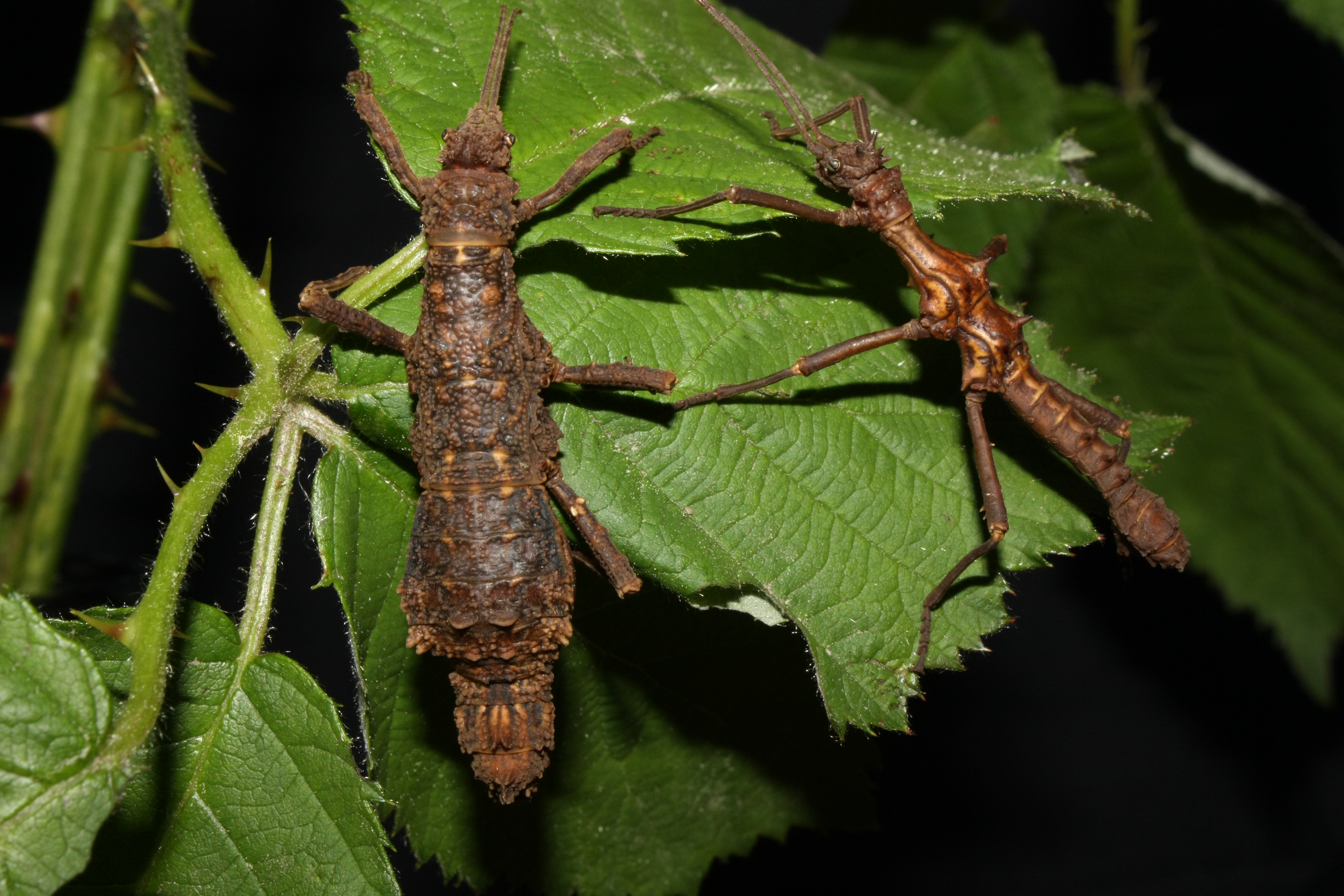
Dares validispinus, Pärchen

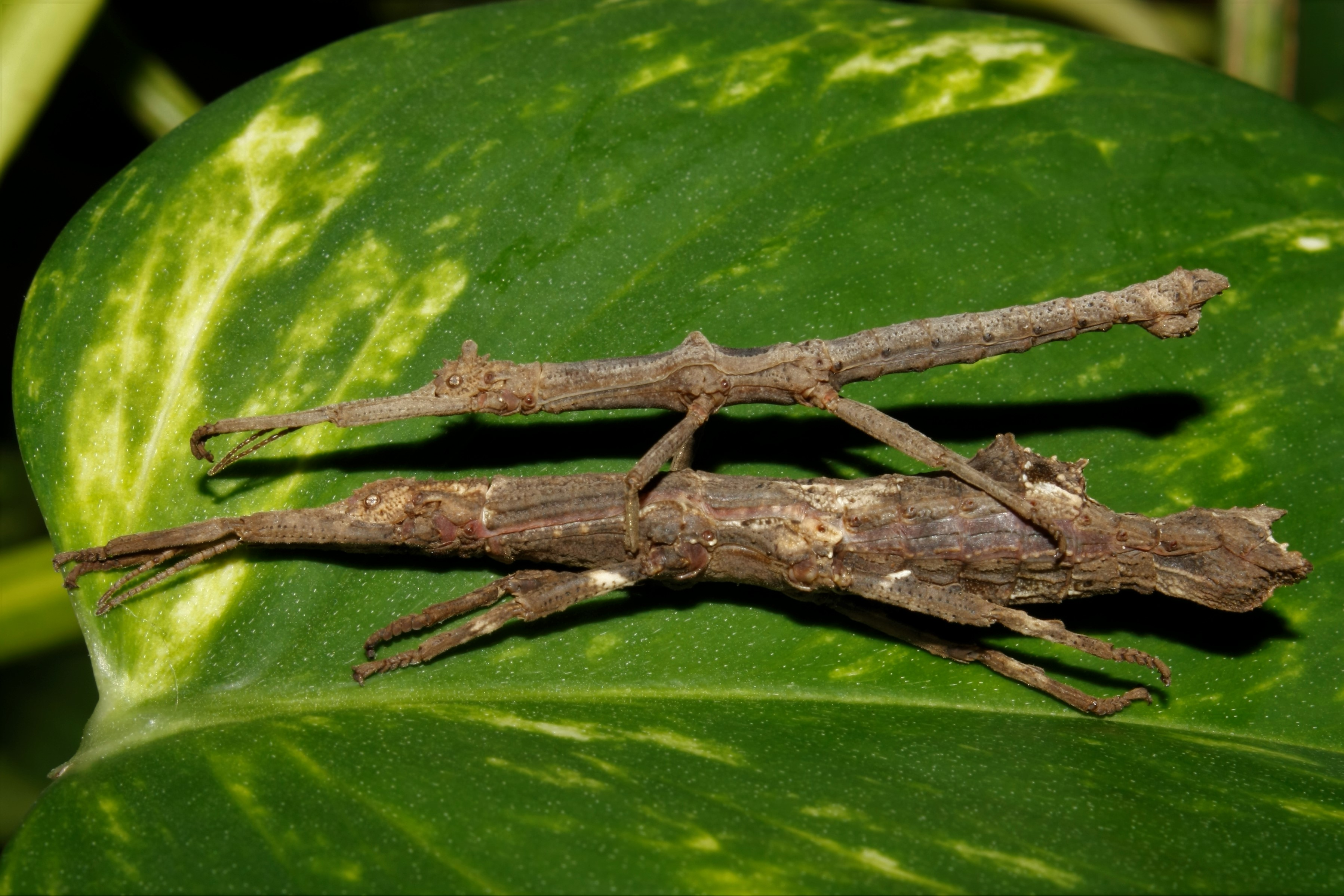
Orestes draegeri, Pärchen

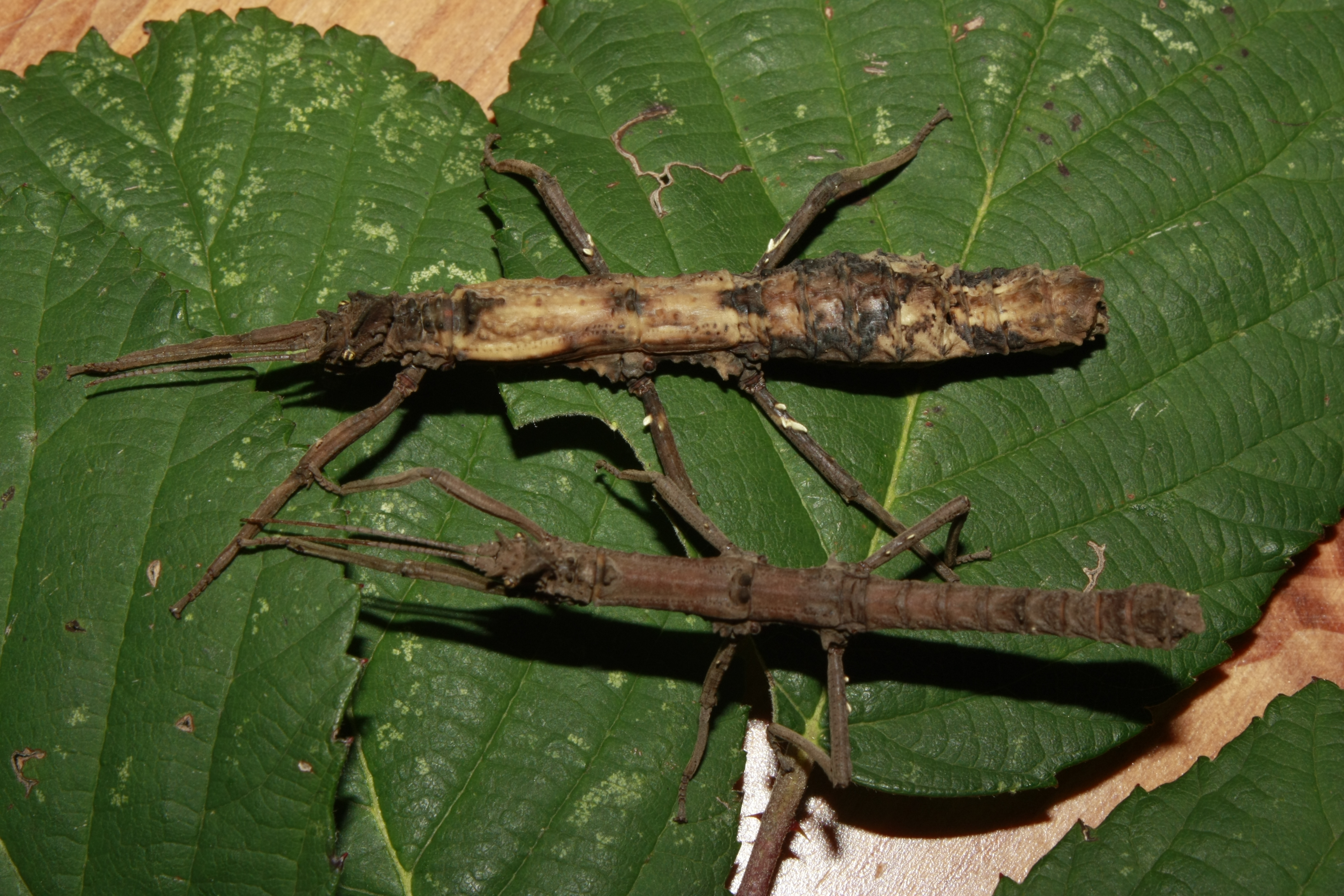
Pylaemenes mitratus 'Kota Bharu', Pärchen

Die Lebensweise der nachtaktiven Tiere ist, wie auch die Verteidigungsstrategie, auf Mimese ausgerichtet. Die Tiere bewegen sich oft nur langsam bzw. bei Berührung lange Zeit gar nicht. Tagsüber verbergen sich die Gespenstschrecken meist in der Laubschicht und am Fuße von Pflanzen. Zur Nahrungsaufnahme klettern sie oft nur wenige Zentimeter an den Nahrungspflanzen hoch. Die Weibchen legen in der Regel nur wenige, dafür aber relativ große Eier am oder im Boden ab. Bei Epidares- und einigen Orestes-Arten wurde beobachtet, dass sie mit den Vorderbeinen eine Mulde im Boden vorbereiten, dann den Hinterleib schnell über den Vorderkörper klappen lassen, wobei sie ein Ei herauspressen. Dieses wird dabei nach vorn katapultiert, mit den Antennen gefangen und über diese in die Mulde abgerollt, wo es dann wiederum mittels der Vorderbeine mit Erde abgedeckt wird. Bis zum Schlupf vergehen zwischen zwei und sechs Monate. Die Nymphen wachsen stets sehr langsam. Adulte Tiere können ein bis fünf Jahre alt werden.

## Systematik
Die Namen von Unterfamilie und Tribus gehen auf die 1875 von Carl Stål aufgestellte Gattung Datames zurück, die dieser nach dem persischen Beamten und Feldherrn Datames benannte. James Abram Garfield Rehn legte 1904 mit der 1859 von John Obadiah Westwood beschriebenen  Datames oileus die am frühsten beschriebene, zu diesem Zeitpunkt in der Gattung geführte Art als Typusart fest. J. A. G. Rehn und sein Sohn John William Holman Rehn teilten 1939 die bis dahin gemeinsam in der Unterfamilie Obriminae geführten Gattungen in die Triben Obrimini und Datamini auf. Klaus Günther überführte 1953 diese beiden Triben in die Unterfamilie Heteropteryginae. Datames oileus, die Typusart der Gattung Datames, wurde im Jahr 1998 von Frank H. Hennemann in die Gattung Pylaemenes überstellt. So wurde die Gattung Datames mit Pylaemenes synonymisiert, während der Name für die Tribus beibehalten wurde. Oliver Zompro erhob 2004 die Unterfamilie Heteropteryginae in den Rang einer Familie und die Tribus Datamini in den Rang einer Unterfamilie.
In ihrer 2021 veröffentlichten, vor allem auf Genanalysen basierenden Arbeit zur Ausbreitung der Heteropterygidae zeigen Sarah Bank et al. unter anderem die Verwandtschaftsverhältnisse innerhalb der Familie auf. Bei den Dataminae wurden alle untersuchten Gattungen bis auf Pylaemenes als monophyletische Gruppen bestätigt. Die untersuchten Pylaemenes-Arten sind zwar im Kladogramm in unmittelbarer Nachbarschaft zueinander zu finden, bilden aber keine gemeinsame Klade.
Die Arten der Unterfamilie Dataminae, die gleichzeitig alle zu deren einziger Tribus Datamini gehören, werden in folgende Gattungen aufgeteilt:
- Dares Stål, 1875
- Epidares Redtenbacher, 1906
- Hainanphasma Ho, 2013
- Microrestes Bresseel & Constant, 2020
- Orestes Redtenbacher, 1906
- Planispectrum Rehn, J. A. G. & Rehn, J. W. H., 1939
- Pylaemenes Stål, 1875
- Spinodares Bragg, 1998
- Woodlarkia Günther1932

Die 1932 von Günther innerhalb der Therameninae (heute Synonym zu Obriminae) beschriebene Gattung Woodlarkia, wird trotz Zweifeln bis heute den Datamini zugeordnet. Ihr einziger Vertreter Woodlarkia scorpionides, wurde von Xavier Montrouzier 1855 als Karabidion scorpionides beschrieben. Westwood überstellte die Art 1859 in die Gattung Eurycantha, bevor Josef Redtenbacher sie 1906 in die Gattung Pylaemenes überführte. Als Rehn und Rehn die Datamini 1939 innerhalb der Obriminae errichteten, beließen sie die 1932 beschriebene, monotypische Gattung mangels besserer Optionen in dieser Tribus. Da sämtliche Syntypen der von der Insel Woodlark stammenden Art verschollen sind, ist ein Vergleich mit dem Typusmaterial nicht möglich. Aufgrund der ursprünglichen Zuordnung zu Eurycantha bzw. deren Synonym Karabidion und des sehr weit außerhalb des sonstigen Verbreitungsgebietes der Unterfamilie liegenden Fundortes östlich von Neuguinea, wird davon ausgegangen, dass die Art nicht den Datamini zuzuordnen ist.

## Belege
1. 1 2  Philip E. Bragg: Phasmids of Borneo, Natural History Publikations (Borneo) Sdn. Bhd., Kota Kinabalu, Sabah, Malaysia, 2001, S. 124–188, ISBN 983-812-027-8
2. ↑  Christoph Seiler, Sven Bradler, Rainer Koch: Phasmiden – Pflege und Zucht von Gespenstschrecken, Stabschrecken und Wandelnden Blättern im Terrarium. bede, Ruhmannsfelden 2000, ISBN 3-933646-89-8
3. ↑  Oliver Zompro: Zwergformen der Phasmatodea - die Kleinsten unter den Riesen, Arthropoda 16 (3) November 2008, Sungaya-Verlag Kiel. ISSN 0943-7274
4. 1 2 3 4  Sarah Bank, Thomas R. Buckley, Thies H. Büscher, Joachim Bresseel, Jérôme Constant, Mayk de Haan, Daniel Dittmar, Holger Dräger, Rafhia S. Kahar, Albert Kang, Bruno Kneubühler, Shelley Langton-Myers & Sven Bradler: Reconstructing the nonadaptive radiation of an ancient lineage of ground-dwelling stick insects (Phasmatodea: Heteropterygidae), Systematic Entomology (2021), DOI:10.1111/syen.12472
5. ↑  Roy Bäthe, Anke Bäthe & Mario Fuß: Phasmiden, Schüling Verlag, Münster 2009, S. 112–113, ISBN 978-3-86523-073-7
6. 1 2  James Abram Garfield Rehn & John W. H. Rehn: Proceedings of The Academy of Natural Sciences (Vol. 90, 1938), Philadelphia 1939, S. 389 ff.
7. ↑  Klaus Günther: Über die taxonomische Gliederung und die geographische Verbreitung der Insektenordnung der Phasmatodea, Beiträge zur Entomologie, Band 3, 1953, Nr. 5, S. 541–563 (Online-Version)
8. ↑  Frank H. Hennemann: Mitteilungen des Museums für Naturkunde, Zoologische Reihe 74(1), Berlin 1998, S. 124
9. ↑  Oliver Zompro: Revision of the genera of the Areolatae, including the status of Timema and Agathemera (Insecta, Phasmatodea), Goecke & Evers, Keltern-Weiler 2004, S. 191–240, ISBN 978-3-931374-39-6
10. ↑  Paul D. Brock, Thies H. Büscher & Edward W. Baker: Phasmida Species File Online (abgerufen am 7. August 2024)
11. ↑  George Ho Wai-Chun: Contribution to the knowledge of Chinese Phasmatodea II: Review of the Dataminae Rehn & Rehn, 1939 (Phasmatodea: Heteropterygidae) of China, with descriptions of one new genus and four new species, Zootaxa 3669 (3) Magnolia Press, 2013, S. 201–222, ISSN 1175-5326
12. ↑  Joachim Bresseel & Jérôme Constant: Microrestes gen. nov., a new genus in the Oriental stick insect tribe Datamini Rehn & Rehn, 1939 with a new species and a new combination (Phasmida: Heteropterygidae: Dataminae). Belgian Journal of Entomology 106: 1–19, Brüssel 2020, ISSN 1374-5514, Full article (PDF).
13. ↑  Hao-Ran Gao & Chongxin Xie: Pylaemenes gulinqingensis sp. nov., a new species of subfamily Dataminae (Phasmida, Heteropterygidae) from Yunnan Province, China, Journal of Orthoptera Research 2022, 31(2): 125–129, DOI:10.3897/jor.31.79783
14. ↑  Klaus Günther: Beiträge zur Systematik und Geschichte der Phasmoïdenfauna Ozeaniens, Mitteilungen aus dem Zoologischen Museum, Berlin, 1932, S. 754–755
15. ↑  Xavier Montrouzier: Faune de l'île de Woodlark ou Mouiou, Annales des la Société d’agriculture de Lyon, 1855, S. 83 ff
16. ↑  John Obadiah Westwood: Catalogue of the orthopterous insects in the collection of the British Museum. Part I. Phasmidae, 1859, S. 62–65
17. ↑  Joseph Redtenbacher: Die Insektenfamilie der Phasmiden. Vol. 1. Phasmidae Areolatae, Verlag Wilhelm Engelmann, Leipzig 1906, S. 49
18. ↑  Frank H. Hennemann, Oskar V. Conle, Paul D. Brock & Francis Seow-Choen: Zootaxa 4159 (1): Revision of the Oriental subfamiliy Heteropteryginae Kirby, 1896, with a re-arrangement of the family Heteropterygidae and the descriptions of five new species of Haaniella Kirby, 1904. (Phasmatodea: Areolatae: Heteropterygidae), Magnolia Press, Auckland, New Zealand 2016, S. 11, ISSN 1175-5326